# استیون هالایکو
استیون هالایکو (انگلیسی: Stephen Halaiko; ۲۷ دسامبر ۱۹۰۸ – ۶ فوریهٔ ۲۰۰۱) بوکسور اهل ایالات متحده آمریکا بود.